# Kroatische Wasserballnationalmannschaft

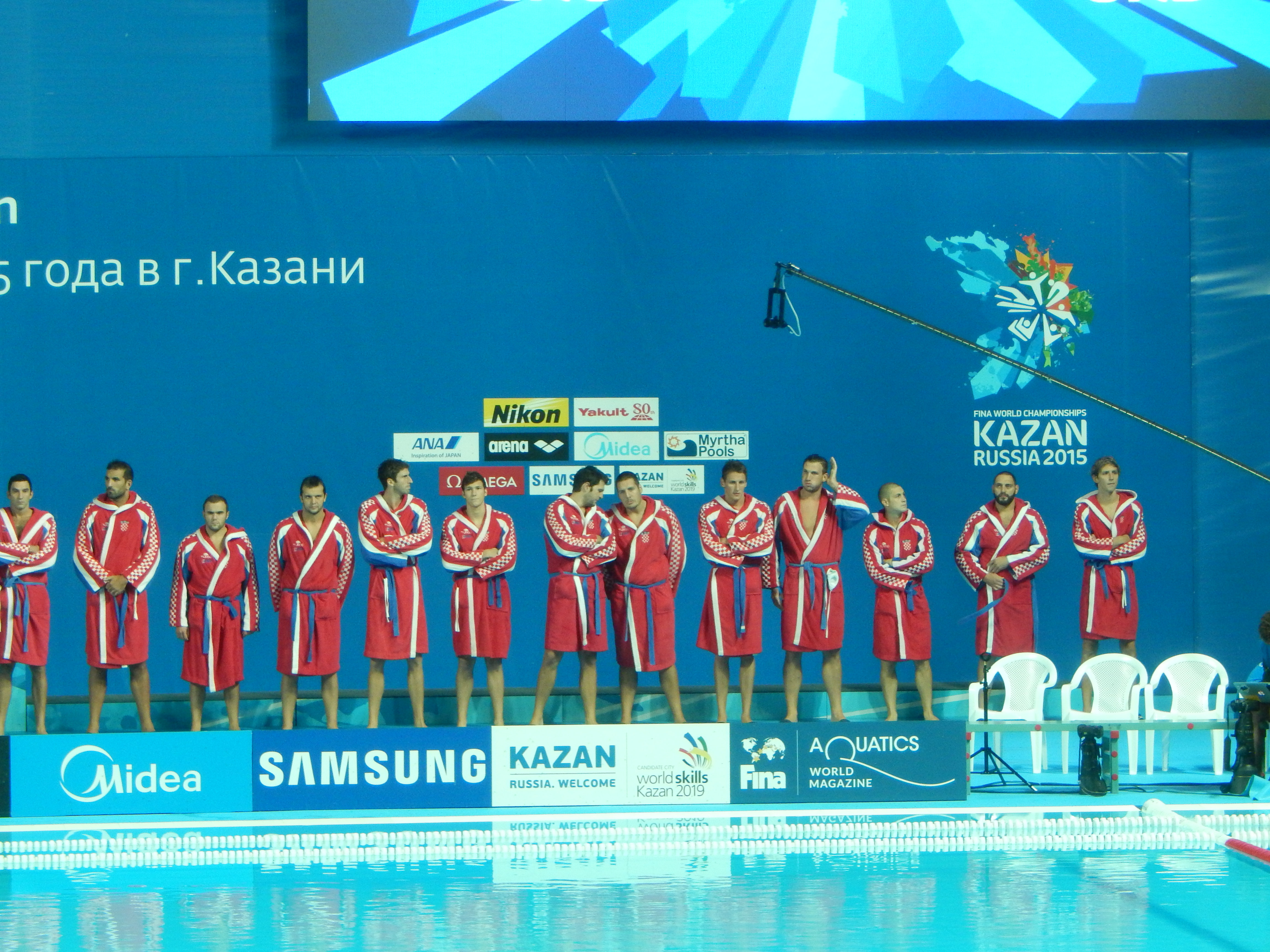
Weltmeisterschaftszweite 2015

Die kroatische Wasserballnationalmannschaft der Männer tritt seit 1992 nach dem Bürgerkrieg in Jugoslawien erstmals als eigenständiges Land bei Internationalen Wettbewerben an.
1996 feierte man in Atlanta den ersten großen Erfolg der Nationalmannschaft mit der Silbermedaille bei den Olympischen Spielen, weitere Silbermedaillen erreichte man 2016 in Rio und 2024 in Paris. Den größten Erfolg erreichte man 2012 ebenfalls bei Olympia mit dem Erringen der Goldmedaille.
Bei der Wasserball-Europameisterschaft 2010 in Zagreb wurde man zum ersten Mal Europameister, 1999 und 2003 wurde man davor Vizeeuropameister. Zuletzt konnte man auf Europäischer Bühne 2022 die Silbermedaille erobern.
In der 2002 ins Leben gerufenen FINA Water Polo World League siegte man 2012.
Bei den Wasserball-Weltmeisterschaften 2007 in Melbourne gewann die kroatische Nationalmannschaft gegen die ungarische Nationalmannschaft nach Verlängerung mit 9:8 ihre erste Weltmeisterschaft. Diesen Erfolg konnte man bei den Wasserball-Weltmeisterschaften 2017 in Budapest wiederholen. Abermals besiegte man die ungarische Nationalmannschaft diesmal nach regulärer Spielzeit mit 8:6. Der dritte Weltmeistertitel wurde 2024 gegen Italien im Penalty-Shootout erkämpft. Die Bronzemedaille holte man bei Weltmeisterschaften gar viermal: 2009, 2011, 2013 und 2019.

## Bilanzen
- 1996 Silbermedaille Olympische Spiele
- 2007 Weltmeister
- 2009 Bronzemedaille Weltmeisterschaft
- 2011 Bronzemedaille Weltmeisterschaft
- 2012 Sieger FINA Water Polo World League
- 2012 Goldmedaille Olympische Spiele
- 2013 Bronzemedaille Weltmeisterschaft
- 2015 Vizeweltmeister
- 2016 Silbermedaille Olympische Spiele
- 2017 Weltmeister
- 2019 Bronzemedaille Weltmeisterschaft
- 2024 Weltmeister
- 2024 Silbermedaille Olympische Spiele

### Europameisterschaften
| Jahr | Gastgeberland  | Teilnahme bis …  | Letzter Gegner | Ergebnis | Trainer | Bemerkungen und Besonderheiten          |
| ---- | -------------- | ---------------- | -------------- | -------- | ------- | --------------------------------------- |
| 1993 | Großbritannien | Spiel um Platz 5 |                | 5. Platz |         |                                         |
| 1995 | Österreich     | Spiel um Platz 3 |                | 4. Platz |         |                                         |
| 1997 | Spanien        | Spiel um Platz 3 |                | 4. Platz |         |                                         |
| 1999 | Italien        | Finale           |                | 2. Platz |         |                                         |
| 2001 | Ungarn         | Spiel um Platz 3 |                | 4. Platz |         |                                         |
| 2003 | Slowenien      | Finale           |                | 2. Platz |         |                                         |
| 2006 | Serbien        | Spiel um Platz 7 |                | 7. Platz |         |                                         |
| 2008 | Spanien        | Spiel um Platz 3 |                | 4. Platz |         |                                         |
| 2010 | Kroatien       | Finale           |                | 1. Platz |         | Als Gastgeber automatisch qualifiziert. |
| 2012 | Niederlande    | Spiel um Platz 9 |                | 9. Platz |         |                                         |
| 2014 | Ungarn         | Spiel um Platz 5 |                | 5. Platz |         |                                         |
| 2016 | Serbien        | Spiel um Platz 7 |                | 7. Platz |         |                                         |
| 2018 | Spanien        | Spiel um Platz 3 |                | 3. Platz |         |                                         |
| 2020 | Ungarn         | Spiel um Platz 3 |                | 4. Platz |         |                                         |
| 2022 | Kroatien       | Finale           |                | 1. Platz |         | Als Gastgeber automatisch qualifiziert. |
| 2024 | Kroatien       | Finale           |                | 2. Platz |         | Als Gastgeber automatisch qualifiziert. |

### Medaillenspiegel
| Wettbewerb                                 | Gold | Silber | Bronze | Gesamt |
| ------------------------------------------ | ---- | ------ | ------ | ------ |
| Olympische Sommerspiele (seit 1996)        | 1    | 3      | 0      | 4      |
| Wasserball-Weltmeisterschaft (seit 1994)   | 3    | 1      | 4      | 8      |
| FINA Water Polo World Cup (seit 1993)      | 0    | 1      | 1      | 2      |
| FINA Water Polo World League (seit 2002)   | 1    | 3      | 3      | 7      |
| Wasserball-Europameisterschaft (seit 1993) | 2    | 3      | 1      | 6      |
| LEN Europa Cup (seit 2018)                 | 1    | 1      | 0      | 2      |
| Sommer-Universiade                         | 0    | 1      | 0      | 1      |
| Mittelmeerspiele (seit 1993)               | 1    | 2      | 0      | 3      |

## Trainer
- Duško Antunović (1991–1993)
- Bruno Silić (1993–1998)
- Neven Kovačević (1998–2001)
- Veselin Đuho (2002–2003)
- Zoran Roje (2003–2005)
- Ratko Rudić (2005–2012)
- Ivica Tucak (seit 2012)

## Aktuelles

### Kader
Weltmeisterteam 2024
| Position       | Nr.                  | Name                   | Verein        | Geburtsdatum |
| -------------- | -------------------- | ---------------------- | ------------- | ------------ |
| Tor            |                      |                        |               |              |
| 01             | Marko Bijač          | Olympiakos SFP         | 12. Jan. 1991 |              |
| 13             | Mate Anić            | VK Jadran Split        | 6. Apr. 1994  |              |
| Abwehr         |                      |                        |               |              |
| 02             | Rino Burić           | VK Jug Dubrovnik       | 5. Apr. 1997  |              |
| 06             | Matias Biljaka       | VK Jadran Split        | 20. Jan. 1999 |              |
| Außen und Halb |                      |                        |               |              |
| 03             | Loren Fatović        | VK Jadran Split        | 16. Nov. 1996 |              |
| 05             | Franko Lazić         | VK Jug Dubrovnik       | 25. Feb. 1998 |              |
| 07             | Ante Vukičević       | CN Marseille           | 24. Feb. 1993 |              |
| 08             | Marko Žuvela         | VK Jug Dubrovnik       | 22. Dez. 2001 |              |
| 12             | Konstantin Kharkov   | VK Jadran Split        | 23. Feb. 1997 |              |
| 15             | Filip Kržić          | VK Jug Dubrovnik       | 28. Aug. 2000 |              |
| Zentrum        |                      |                        |               |              |
| 04             | Luka Lončar          | Olympiakos SFP         | 26. Juni 1987 |              |
| 09             | Jerko Marinić-Kragić | VK Jadran Split        | 24. Jan. 1991 |              |
| 10             | Josip Vrlić          | VK Radnički Kragujevac | 25. Apr. 1986 |              |
| 11             | Zvonimir Butić       | VK Jadran Split        | 2. Nov. 1998  |              |
| 14             | Ivan Krapić          | CN Noisy-le-Sec        | 14. Feb. 1989 |              |